# A Római Köztársaság csatáinak listája
A Római Köztársaság időszakát az utolsó király, Lucius Tarquinius Superbus bukásától (Kr. e. 509) általában a principátus megalapításáig (Kr. e. 27) szokták számítani, bár az egyeduralmi törekvések ennél korábban megjelentek, a köztársaság látszatát pedig Augustus principátusa után is igyekeztek fenntartani a császárok.
A következő (nem teljes) lista a Római Köztársaság jelentős csatáit tartalmazza, amelyek Rómát a császárkorra már a Földközi-tenger medencéjének urává tették. A császárság idejének csatái a Római Császárság csatáinak listája cikkben keresendők.

## Kr. e. 5. század
- Kr. e. 496 – regillus-tavi csata – a rómaiak legyőzik az etruszkokat (vagy a latinokat)
- Kr. e. 477 – cremerai csata – a Fabiusokat egy kivételével megölik
- Kr. e. 458 – Mons Algidus-i csata – Cincinnatus legyőzi az aequusokat

## Kr. e. 4. század
- Kr. e. 396. veii csata – A rómaiak legyőzik az etruszkokat
- Kr. e. 387. alliai csata – A gallok legyőzik a rómaiakat és kifosztják Rómát
- Kr. e. 342.
  - gaurus-hegyi csata – Marcus Valerius Corvus hadvezér legyőzi a szamniszokat (első szamnisz háború, Kr. e. 343. – Kr. e. 341.)
  - suessolai csata – Marcus Valerius Corvus consul újra legyőzi a szamniszokat
- Kr. e. 339. vezúvi csata – Publius Decius Mus és T. Manlius Imperiosus legyőzi a lázadó latinokat (latin háború, Kr. e. 340. – Kr. e. 338.)
- Kr. e. 338. trifanumi csata – T. Manlius Imperiosus döntő győzelmet arat a latinok felett
- Kr. e. 321. csata a Caudine villában – A szamniszok legyőzik Spurius Postumius és T. Verturius Calvinus seregét
- Kr. e. 316. lautulaei csata – A szamniszok legyőzik a rómaiakat
- Kr. e. 315. ciunai csata – A szamniszok ismét legyőzik a rómaiakat
- Kr. e. 310. vadimo-tavi csata – Lucius Papirius Cursor diktátor legyőzi az etruszkokat
- Kr. e. 305. bovianumi csata – M. Fulvius és L. Postumius római konzulok legyőzik a szamniszokat, véget vetve a második szamnisz háborúnak (Kr. e. 326. – Kr. e. 304)

## Kr. e. 3. század
- Kr. e. 298. camerinumi csata – A harmadik szamnisz háború (Kr. e. 298. – Kr. e. 290) első csatájában a szamniszok győzelmet aratnak Lucius Cornelius Scipio ellen
- Kr. e. 295. sentinumi csata – A Fabius Rullianus és Publius Decimus Mus vezette rómaiak legyőzik a szamniszokat és etruszk és gall szövetségeseiket
- Kr. e. 293. aquiloniai csata – Nagy győzelem a szamniszok felett
- Kr. e. 285. arretiumi csata – A gallok elpusztítják Lucius Caecilius seregét
- Kr. e. 283. vadimo-tavi csata – P. Cornelius Dolabella legyőzi az etruszkokat és a gallokat
- Kr. e. 282. populoniai csata – A rómaiak megtörik az etruszkok ellenállását
- Kr. e. 280. heracleai csata – Az első összecsapás rómaiak és görögök közt, amelyet Pürrhosz vezetésével az utóbbiak nyernek
- Kr. e. 279. asculumi csata – Pürrhosz újra megveri a rómaiakat
- Kr. e. 275. beneventumi csata – Marcus Curius Dentatus végső győzelme Pürrhosz felett
- Kr. e. 261. agrigentumi csata – Hannibal Giszko és Hanno karthágói csapatait legyőzik a rómaiak és megszerzik az uralmat Szicília jó része felett
- Kr. e. 260.
  - lipari-szigeteki csata – Karthágó a tengeren legyőzi Rómát
  - mylaei csata – C. Duillius flottája győz a karthághói flotta ellen és megszerzi a Földközi-tenger nyugati része feletti uralmat
- Kr. e. 256.
  - ecnomus-foki csata – Hamilkar és Hanno flottája hiába próbálja megakadályozni, hogy Marcus Atilius Regulus Afrikára támadjon
  - adysi csata – Regulus győzelmet arat a karthágóiak felett Észak-Afrikában
- Kr. e. 255. tuniszi csata – A görög zsoldos Xanthippus vezette karthágóiak legyőzik a rómaiakat és fogságba ejtik magát Regulust is
- Kr. e. 251 panormusi csata – Hasdrubal karthágói erői felett diadalt arat L. Caecilius Metellus.
- Kr. e. 249. – drepanumi csata – Az Adherbal vezette karthágóiak legyőzik Publius Claudius Pulcher római admirális flottáját.
- Kr. e. 242. – aegates-szigeteki csata – A római tengeri győzelem véget vet az első pun háborúnak
- Kr. e. 225. – faesulaei csata – A gallok legyőzik a rómaiakat Észak-Itáliában
- Kr. e. 224. – telamoni csata – Aemilius Papus és Caius Atilius Regulus legyőzi a gallokat
- Kr. e. 222 – clastidiumi csata – Marcus Claudius Marcellus ismét győzelmet arat a gallok felett
- Kr. e. 218. -
  - November: ticinusi csata – Hannibal egy kisebb lovassági csatában, a második pun háború első Itáliában zajló ütközetében, megveri a Publius Cornelius Scipio csapatait
  - trebiai csata – Hannibal egy rajtaütéssel ezúttal Titius Sempronius Longust győzi le
- Kr. e. 217. április – trasimenus-tavi csata – Hannibal rajtaüt Gaius Flaminius seregén, a római fővezér is elesik
- Kr. e. 216. -
  - augusztus 2 – cannaei csata – Hannibal elpusztítja az idősebb Lucius Aemilius Paullus és Publius Terentius Varro római seregét egy olyan csatában, amelynek taktikai elemeit ma is oktatják
  - nuvlanai csata – Marcus Claudius Marcellus sikerrel áll ellen Hannibal támadásának
- Kr. e. 215. – nuvlanai csata – Marcellus ismét visszaveri Hannibalt
- Kr. e. 214. – nuvlanai csata – Marcellus újra megmérkőzik Hanniballal, az eredmény döntetlen
- Kr. e. 212. -
  - capuai csata – Hannibal legyőzi Q. Fulvius Flaccus és Appius Claudius konzulokat, de a római sereg megmenekül a megsemmisítéstől
  - silarusi csata – Hannibal elpusztítja M. Centenius Penula praetor seregét
  - herdoniai csata – Hannibal szétveri Gnaeus Fulvius praetor hadát
- Kr. e. 211. -
  - Felső Baetis-i csata – Publius és Gnaeus Cornelius Scipio elesnek a Hannibal testvére, Hasdrubal Barkasz vezette karthágóiak ellen
  - capuai csata – Hannibal nem tudja bevenni a római várost
- Kr. e. 210. -
  - herdoniai csata – Hannibal elpusztítja Fulvius Centumalus seregét, a fővezért is megölik
  - numistrumi csata – Hannibal legyőzi Marcellust
- Kr. e. 209. – asculumi csata – Hannibal újra legyőzi Marcellust
- Kr. e. 208. – baeculai csata – Az ifjabb P. Cornelius Scipio Hispániában legyőzi Hasdrubal Barkaszt
- Kr. e. 207. -
  - Grumentumi csata – Caius Claudius Nero megküzd Hanniballal, aztán észak felé vonul vissza, hogy harcba szálljon az Itáliába nyomult Hasdrubal Barkasszal
  - metaurusi csata – Hasdrubalt legyőzi és megöli Nero római hada
- Kr. e. 206. – ilipai csata – Scipio ismét nagy győzelmet arat a Hispániában maradt karthágói erők ellen
- Kr. e. 204. – crotonai csata – Hannibal eldöntetlen csatát vív Sempronius ellen Dél-Itáliában
- Kr. e. 203. – bagbradesi csata – Scipio legyőzi Hasdrubal Giszkó és Syphax karthágói seregét, ezért Hannibal seregét visszarendelik Afrikába
- Kr. e. 202, október 19. – zamai csata – Scipio Africanus Major döntő győzelmet arat Hannibal felett Észak-Afrikában, és ezzel befejeződik a második pun háború
- Kr. e. 200. – cremonai csata – A rómaiak legyőzik Gallia Cisalpina galljait

## Kr. e. 2. század
- Kr. e. 200–197. – Második római–makedón háború
  - Kr. e. 198. – aóoszi csata – Titus Quinctius Flamininus legyőzi V. Philipposz makedón király seregét
  - Kr. e. 197. – künoszkephalai csata – Flamininus döntő győzelme Philipposz felett Thesszáliában
- Kr. e. 194. -
  - mutinai csata – Győzelem a gallok felett
  - gythiumi csata – Az Akháj Liga római segédlettel győzelmet arat Spárta felett
- Kr. e. 191. – thermopüléi csata – Manius Acilius Glabrio legyőzi III. Nagy Antiokhosz Szeleukida királyt, aki kénytelen feladni Görögországot
- Kr. e. 190. -
  - eurümedóni csata – Lucius Aemilius Regillus legyőzi a Szeleukida flottát, amelyet az utolsó csatáját vívó Hannibal vezet
  - müonesszoszi csata – A rómaiak legyőznek még egy Szeleukida flottát
  - December, magnesiai csata – (Szmürna közelében) Lucius Cornelius Scipio és testvére Scipio Africanus Major legyőzi III. Antiokhosz Szeleukida királyt
- Kr. e. 171. – kallinikoszi csata – A makedón Perszeusz legyőzi Publius Licinius Crassust.
- Kr. e. 168. június 22. – püdnai csata – Lucius Aemilius Paullus Macedonicus legyőzi  Perszeusz makedón királyt, ezzel véget ér a harmadik római–makedón háború
- Kr. e. 148 – püdnai csata – Quintus Caecilius Metellus megnyeri a negyedik makedón háború döntő ütközetét Andriszkosz makedón trónkövetelő ellen
- Kr. e. 146 -
  - karthágói csata – Scipio Africanus Minor elfoglalja és lerombolja Karthágót, véget vetve a harmadik pun háborúnak
  - korinthoszi csata – Lucius Mummius legyőzi az Akháj Liga erőit, megölik a fővezért, Kritolaoszt is. Korinthoszt elpusztítják, Görögország közvetlen római uralom alá kerül
- Kr. e. 112 – noreiai csata – Súlyos vereség a kimberek és a teutonok egyesült erőitől
- Kr. e. 108 – muthuli csata – Caecilius Metellus serege legyőzi Jugurtha numidiai királyt
- Kr. e. 105. október 6. – arausiói csata – A kimberek nagy vereséget mérnek Gnaeus Mallius Maximus seregére
- Kr. e. 102. – Aquae Sextiae-i csata (a mai Aix-en-Provence)- Gaius Marius legyőzi a teutonokat, a fogoly nők tömeges öngyilkosságot követnek el
- Kr. e. 101 – vercellaei csata – Gaius Marius legyőzi és csaknem teljesen megsemmisíti a kimbereket, véget ér a kimber háború

## Kr. e. 1. század
- A szövetségesek háborúja (Kr. e. 91 - Kr. e. 88) - ezt a háborút Róma a fellázadt itáliai szövetségesek ellen vívta.
  - Kr. e. 89. - fucinus-tavi csata - Lucius Porcius Cato consult legyőzik és megölik az itáliai lázadók
  - Kr. e. 89. – asculumi csata – C. Pompeius Strabo hada döntő győzelmet arat az itáliai lázadók ellen
- Kr. e. 86 – chaeroneai csata – Lucius Cornelius Sulla legyőzi Arkhelaosz pontoszi hadvezér erőit (első mithridatészi háború)
- Kr. e. 85. – orchomenusi csata – Sulla újra legyőzi Arkhelaoszt az első mithridatészi háború döntő ütközetében
- Kr. e. 83. – tifata-hegyi csata – Sulla legyőzi Caius Norbanus csapatait az első római polgárháborúban
- Kr. e. 82. – csata a Collina kapunál – Sulla győz a szamniszokkal szövetkezett római néppártiak ellen a város északkeleti kapujánál a polgárháború döntő csatájában
- Kr. e. 80. – Csata a Baetis folyónál – Quintus Sertorius lázadói legyőzik a Köztársaság Lucius Fulfidias vezette seregét Hispániában
- Kr. e. 74. – küzikoszi csata – Lucius Lucullus legyőzi VI. Mithridatész pontusi király seregét
- Kr. e. 72. – kabirai csata – Lucullus ismét legyőzi Mithridatészt és lerohanja Pontust
- Kr. e. 69 – tigranokertai csata – Lucullus legyőzi II. Tigranész örmény királyt, aki menedéket nyújtott apósának, VI. Mithridatész pontusi királynak
- Kr. e. 68. – artaxatai csata – Lucullus újabb győzelme Tigranész felett
- Kr. e. 66. – lükoszi csata – Nagy Pompeius döntő győzelmet arat VI. Mithridatész pontusi király felett, eldöntve a harmadik mithridatészi háborút
- Kr. e. 62. január – pistoriai csata – Catilina összeesküvésének erőit legyőzi Caius Antonius
- Kr. e. 58. -
  - Június – arari csata (Saone) – Caesar legyőzi a vándorló helvéteket
  - Július – bibractei csata – Caesar döntő győzelmet a arat a helvétek felett
  - Szeptember – Caesar legyőzi Ariovistus germán törzsfőt a mai Belfort-nál
- Kr. e. 57. -
  - axonai csata (Aisne) – Caesar legyőzi a Galba, a Suiessiones királya vezette belgákat
  - csata a Sabis folyónál (Sambre) – Caesar legyőzi a nerviusokat
- Kr. e. 53. – carrhaei csata – Crassus római triumvirt legyőzik és megölik a parthusok
- Kr. e. 52. -
  - gergoviai csata – A lázadó gall Vercingetorix győzelme, Caesar egyetlen elvesztett csatája a gall háborúban
  - alesiai csata – Caesar legyőzi a gall lázadó Vercingetorixot, befejezve Gallia Transalpina meghódítását
- Kr. e. 49. augusztus 24. – Csata a Bagradas folyónál – Caesar hadvezére, Gaius Curio vereséget szenved Pompeius híveitől, Attius Varustól és I. Juba numidiai királytól, és öngyilkosságot követ el
- Kr. e. 48. -
  - július 10 – dyrrachiumi csata – Caesar, Pompeiusszal küzdve Macedoniában, alig menekül meg egy katasztrofális vereségtől
  - augusztus 9. – pharszaloszi csata – Caesar döntő győzelmet arat Pompeius felett, aki Egyiptomba menekül
- Kr. e. 47. -
  - február – Csata a Nílusnál – Caesar legyőzi XIII. Ptolemaiosz egyiptomi király seregeit
  - május – zelai csata – Caesar legyőzi a pontoszi II. Pharnakész seregét. (A csata után mondta: Veni, vidi, vici.
- Kr. e. 46 -
  - január 4. – ruspinai csata – Caesar elveszíti seregének legalább egyharmadát Titus Labienus ellen
  - február 6 – thapsusi csata – Caesar legyőzi a Pompeius-párti Metellus Scipio seregét Észak-Afrikában
- Kr. e. 45. március 17. – mundai csata – Caesar utolsó csatájában legyőzi Titus Labienus és az ifjabb Cnaeus Pompeius seregeit Hispániában. Labienus elesik, az ifjabb Pompeiust elfogják és kivégzik
- Kr. e. 43. -
  - április 14. – Forum Gallorum-i csata – Antonius, miközben Caesar egyik gyilkosa, Decimus Junius Brutus Albinus Mutinában (a mai Modena) rekedt csapatait ostromolja, legyőzi Pansa római consult, aki el is esik, de az érkező Aulus Hirtius consul megveri Antonius seregét
  - április 21 – mutinai csata – Hirtius újra legyőzi Antoniust, de ő maga elesik
- Kr. e. 42 -
  - október 3. – philippi csata – Marcus Antonius és Octavianus eldöntetlen csatát vívnak Caesar gyilkosai, Marcus Iunius Brutus és Cassius ellen. Bár Brutus legyőzi Octavianus, Antonius győz Cassius felett, aki öngyilkosságit követ el
  - Október 23. – philippi csata – Antonius és Octavianus döntő győzelme Brutus felett, aki elmenekül, de hamarosan öngyilkosságot követ el
- Kr. e. 41. – perusiai csata (mai Perugia) – Octavianus legyőzi Marcus Antonius testvérét, Lucius Antoniust és feleségét Fulviát
- Kr. e. 36. szeptember 3. – naulochusi csata – Octavianus flottája Marcus Vipsanius Agrippa vezetése alatt legyőzi a lázadó Sextus Pompeiust.
- Kr. e. 31. szeptember 2. – actiumi csata – Octavianus döntő győzelmet arat a Marcus Antonius és Kleopátra elleni tengeri ütközetben